# Campeonato Mundial de Triatlo de 2010
O 2010 ITU World Triathlon Series ou Campeonato Mundial de Triatlo de 2010 foram uma série de 6 eventos de triatlo que aconteceram até a Grand Final sediada em Budapeste, Hungria. As séries foram organizadas sob as ordens da International Triathlon Union (ITU).

## Calendário
| Data             | Location             | Status      |
| ---------------- | -------------------- | ----------- |
| 11 de abril      | Sydney               | Event       |
| 8 de maio        | Seul                 | Event       |
| 5–6 de junho     | Madrid               | Event       |
| 17–18 de julho   | Hamburgo             | Event       |
| 24–25 de julho   | Londres, Reino Unido | Event       |
| 14–15 de agosto  | Kitzbühel            | Event       |
| 8–12 de Setembro | Budapeste, Hungria   | Grand Final |

## Resultados

### Masculino
| Posição | Nome                 | Nação       | Copa do Mundo | Copa do Mundo | Copa do Mundo | Copa do Mundo | Copa do Mundo | Copa do Mundo | Copa do Mundo | Eventos | Eventos | Eventos | Eventos | Eventos | Eventos | Grand Final | Total |
| Posição | Nome                 | Nação       | 1             | 2             | 3             | 4             | 5             | 6             | 7             | AUS     | KOR     | ESP     | GER     | UK      | AUT     | Grand Final | Total |
| ------- | -------------------- | ----------- | ------------- | ------------- | ------------- | ------------- | ------------- | ------------- | ------------- | ------- | ------- | ------- | ------- | ------- | ------- | ----------- | ----- |
| 1       | Javier Gomez         | Espanha     |               |               |               |               |               |               |               |         | 339     | 633     | 800     | 800     | 740     | 1110        | 3789  |
| 2       | Steffen Justus       | Alemanha    |               |               |               |               |               |               |               |         | 633     | 586     | 464     | 429     | 182     | 1027        | 3138  |
| 3       | Brad Kahlefeldt      | Austrália   |               | 300           |               |               | 34            |               |               | 367     | 685     |         | 542     | 542     | 464     | 879         | 3110  |
| 4       | Jan Frodeno          | Alemanha    |               |               |               |               | 220           |               |               | 71      | 800     | 542     | 740     | 685     | 685     | 53          | 2962  |
| 5       | João Silva           | Portugal    |               |               | 300           |               |               |               |               |         | 156     | 501     | 397     | 367     | 501     | 950         | 2649  |
| 6       | Alistair Brownlee    | Reino Unido |               |               |               |               |               |               |               |         | 633     | 800     |         | 397     | 38      | 1200        | 2435  |
| 7       | Sven Riederer        | Suíça       |               |               |               |               |               |               |               |         | 123     | 685     | 633     | 269     | 248     | 695         | 2405  |
| 8       | Alexander Brukhankov | Rússia      |               |               |               |               | 138           |               |               | 740     | 586     | 397     | 429     | 633     | 367     |             | 2388  |
| 9       | David Hauss          | França      |               | 203           |               |               |               |               |               | 685     |         | 61      |         |         | 429     | 813         | 2190  |
| 10      | Courtney Atkinson    | Austrália   |               | 138           |               |               | 257           |               |               |         | 740     | 740     |         |         | 213     | 146         | 2096  |

Full ranking:

#### Feminino
| Posição | Nome          | Nação          | Copa do Mundo | Copa do Mundo | Copa do Mundo | Copa do Mundo | Copa do Mundo | Copa do Mundo | Copa do Mundo | Eventos | Eventos | Eventos | Eventos | Eventos | Eventos | Grand Final | Total |
| Posição | Nome          | Nação          | 1             | 2             | 3             | 4             | 5             | 6             | 7             | AUS     | KOR     | ESP     | GER     | UK      | AUT     | Grand Final | Total |
| ------- | ------------- | -------------- | ------------- | ------------- | ------------- | ------------- | ------------- | ------------- | ------------- | ------- | ------- | ------- | ------- | ------- | ------- | ----------- | ----- |
| 1       | Emma Moffatt  | Austrália      |               |               |               |               | 278           |               |               | 685     | 685     |         | 740     | 429     | 586     | 1110        | 3805  |
| 2       | Nicola Spirig | Suíça          |               |               |               |               |               |               |               |         | 633     | 800     |         | 740     | 213     | 1027        | 3413  |
| 3       | Lisa Norden   | Suécia         |               |               |               |               |               |               |               | 586     | 314     |         | 800     | 114     | 740     | 950         | 3389  |
| 4       | Helen Jenkins | Reino Unido    |               |               |               |               | 257           |               |               | 269     | 429     | 685     |         | 685     | 633     | 752         | 3183  |
| 5       | Paula Findlay | Canadá         |               |               | 300           |               | 237           |               |               |         |         |         |         | 800     | 800     | 879         | 3016  |
| 6       | Andrea Hewitt | Nova Zelândia  |               |               |               |               | 220           |               |               | 740     | 586     |         | 542     | 633     | 685     | 233         | 2877  |
| 7       | Kate Roberts  | África do Sul  |               | 237           |               |               |               |               |               | 542     |         | 339     | 633     | 464     | 542     | 550         | 2731  |
| 8       | Vicky Holland | Reino Unido    |               | 127           |               |               |               |               |               | 397     | 197     |         | 586     | 542     | 314     | 813         | 2651  |
| 9       | Mariko Adachi | Japão          |               |               |               | 188           |               |               |               | 633     | 501     | 633     | 339     | 83      |         | 471         | 2578  |
| 10      | Laura Bennett | Estados Unidos |               | 86            |               |               | 203           |               |               | 290     |         |         | 501     | 586     | 464     | 695         | 2536  |

Full ranking:

### Medalhistas por etapas

#### Masculino
| Evento        | Ouro                    | Prata                      | Bronze                |
| ------------- | ----------------------- | -------------------------- | --------------------- |
| Sydney        | Bevan Docherty (NZL)    | Alexander Brukhankov (RUS) | David Hauss (FRA)     |
| Seoul         | Jan Frodeno (GER)       | Courtney Atkinson (AUS)    | Brad Kahlefeldt (AUS) |
| Madrid        | Alistair Brownlee (GBR) | Courtney Atkinson (AUS)    | Sven Riederer (SUI)   |
| Hamburg       | Javier Gómez (ESP)      | Jan Frodeno (GER)          | Tim Don (GBR)         |
| London        | Javier Gómez (ESP)      | Jonathan Brownlee (GBR)    | Jan Frodeno (GER)     |
| Kitzbühel     | Stuart Hayes (GBR)      | Javier Gómez (ESP)         | Jan Frodeno (GER)     |
| Budapest      | Alistair Brownlee (GBR) | Javier Gómez (ESP)         | Steffen Justus (GER)  |
| Final Ranking | Javier Gómez (ESP)      | Steffen Justus (GER)       | Brad Kahlefeldt (AUS) |

#### Feminino
| Evento        | Ouro                       | Prata                      | Bronze                |
| ------------- | -------------------------- | -------------------------- | --------------------- |
| Sydney        | Bárbara Riveros Díaz (CHI) | Andrea Hewitt (NZL)        | Emma Moffatt (AUS)    |
| Seoul         | Daniela Ryf (SUI)          | Bárbara Riveros Díaz (CHI) | Emma Moffatt (AUS)    |
| Madrid        | Nicola Spirig (SUI)        | Emmie Charayron (FRA)      | Helen Jenkins (GBR)   |
| Hamburg       | Lisa Nordén (SWE)          | Emma Moffatt (AUS)         | Aileen Morrison (IRL) |
| London        | Paula Findlay (CAN)        | Nicola Spirig (SUI)        | Helen Jenkins (GBR)   |
| Kitzbühel     | Paula Findlay (CAN)        | Lisa Nordén (SWE)          | Andrea Hewitt (NZL)   |
| Budapest      | Emma Snowsill (AUS)        | Emma Moffatt (AUS)         | Nicola Spirig (SUI)   |
| Final Ranking | Emma Moffatt (AUS)         | Nicola Spirig (SUI)        | Lisa Nordén (SWE)     |